# Furtuna geomagnetică din mai 1921
Furtuna geomagnetică din mai 1921 a fost un eveniment care a avut loc în magnetosfera Pământului ca efect al unei ejecții de masă coronală, între 13 și 15 mai 1921, parte a ciclului solar 15. Având loc înainte de interconectarea pe scară largă a sistemelor electrice și de dependența generală de electricitate a infrastructurilor din țările dezvoltate, efectul a fost limitat la anumite sectoare, chiar dacă curenții la sol rezultați au fost cu până la un ordin de mărime mai mari decât cei ai furtunii geomagnetice din martie 1989, care a lăsat fără curent mari părți din nord-estul Americii de Nord. La acea dată, oamenii de știință au raportat că dimensiunea petei solare, care a început la 10 mai și a declanșat furtuna, a atins o suprafață de 131.000 km pe 33.000 km.
Aurorele boreale au apărut peste cea mai mare parte a estului Statelor Unite, creând un cer nocturn luminos. Serviciul de telegraf din Statele Unite a fost încetinit, apoi practic oprit în jurul orei 14, din cauza siguranțelor fuzibile arse și a echipamentelor deteriorate. Pe de altă parte, undele radio au fost întărite în timpul furtunii datorită activării ionosferei, permițând o recepție intercontinentală puternică. Lămpile electrice nu par să fi fost afectate în mod semnificativ. Cablurile submarine au fost, de asemenea, afectate de furtună. De asemenea, în Europa și în emisfera sudică au fost raportate pagube la sistemele telegrafice.